# Беляков, Антон Владимирович
Антон Влади́мирович Беляко́в (род. 18 октября 1972, Владимир) — российский государственный, политический и общественный деятель, член Совета Федерации Федерального Собрания Российской Федерации — представитель от исполнительного органа государственной власти Владимирской области (2013—2018).
Ранее являлся депутатом Государственной думы V созыва и Государственной думы VI созыва.

## Биография
Родился во Владимире в 1972 году.
В 1997 году окончил Российский государственный медицинский университет. Работал в московской клинической больнице № 52.
В 2003 году баллотировался в Государственную думу IV созыва по одномандатному округу Владимирской области, в 2005 году — на пост мэра г. Владимира.
В 2006 году занял должность исполнительного директора Общероссийского общественного движения «Комитет помощи пострадавших дольщиков: Жильё. Земля. Люди».
В 2006 году был признан политиком года.
В 2007 году избран депутатом Государственной думы Федерального Собрания Российской Федерации V созыва по списку политической партии «Справедливая Россия: Родина/Пенсионеры/Жизнь» (региональная группа Владимирской области). Вошёл в состав Комитета по делам Федерации и региональной политике.
В 2009 году защитил диссертацию на соискание степени кандидата юридических наук «Международно-правовые проблемы обеспечения здравоохранения».
В 2009 году Антон Беляков внёс законопроект, предусматривающий применение процедуры химической кастрации для педофилов. Предложение депутата поддержал Президент Д. А. Медведев. В 2012 году по инициативе главы государства были приняты комплексные поправки в Уголовный кодекс, включающие в себя положения и о химической кастрации
Также Антон Беляков вносил законопроект, предлагающий установить систему контроля за перемещением вышедших на свободу педофилов при помощи электронных браслетов и системы спутникового слежения. «Я не считаю, что эта инициатива повлечёт нарушение принципов уважения достоинства личности и гуманизма. Напротив, я убеждён, что указанные меры как никогда необходимы в условиях резкого роста числа преступлений, совершаемых педофилами. Государство должно обеспечить защиту и неприкосновенность детей, а не отстаивать права преступников-рецидивистов», — заявил тогда сенатор.
В 2009 году А.Беляков внёс в Государственную Думу законопроект об увеличении до 21 года возраста, с которого допускается розничная продажа алкогольной продукции. Впоследствии инициатива несколько раз перевносилась, но в итоговой редакции была отклонена нижней палатой в феврале 2017 года. В декабре 2018 года Минздрав приступил к разработке аналогичного законопроекта. По словам министра Скворцовой, употребление спиртного до 21 года снижает функциональность мозга и ухудшает способности человека.
В 2010 году «Новая газета» и «Комсомольская правда» обнародовали информацию, согласно которой депутат выезжал на полосу встречного движения.
15 января 2011 года Антон Беляков попросил генерального прокурора России Юрия Чайку проверить, не финансируется ли деятельность российского оппозиционного политика Бориса Немцова из-за рубежа.
В июне 2011 года на гражданском форуме «Антиселигер» обнаружил полицейский автомобиль-«глушилку», подавлявший сигналы мобильной и радиосвязи, о чём направил в адрес главы МВД Рашида Нургалиева депутатский запрос.
В августе 2011 года в Муроме Антон Беляков нарушил правила дорожного движения, проехав на оцепленную сотрудниками ГИБДД территорию проведения Дня города.
29 ноября 2011 года Антон Беляков совместно с Андреем Назаровым («Единая Россия») и Максимом Рохмистровым (ЛДПР) направил в Генеральную прокуратуру РФ запрос, потребовав проверить деятельность неправительственной организации «Голос», которая занимается мониторингом нарушений на выборах и во время предвыборной кампании.
4 декабря 2011 года избран депутатом Государственной думы VI созыва от «Справедливой России». Занимал пост заместителя председателя Комитета Государственной Думы по вопросам собственности.
24 сентября 2013 года Губернатор Владимирской области Светлана Орлова подписала Указ о наделении полномочиями члена Совета Федерации Федерального Собрания Российской Федерации — представителя от исполнительного органа государственной власти Владимирской области Антона Белякова. Освободившийся мандат депутата Госдумы перешёл Ольге Красильниковой.
Является председателем Ассоциации пострадавших инвесторов, председателем Межрегиональной общественной организации «Общественный антикоррупционный комитет», заместителем председателя Российского земельного союза.
Увлекается дрэг-рейсингом, занимал пост председателя комитета по дрэг-рейсингу Российской автомобильной федерации (РАФ).
В 2014 году выступил инициатором законопроекта № 606716-6 о донорстве органов. Законопроект даёт право гражданам определиться относительно своего согласия или несогласия на посмертное донорство, с возможностью указания такового в паспорте или водительском удостоверении..
В 2015 году выступил наставником проекта «Президент-2042» на телеканале «Дождь». Принять участие в проекте могли студенты 1991—1997 г.р., прошедшие этап зрительского отбора.
Единственный из 151 членов Совета Федерации проголосовал против проекта бюджета на 2016 год.
В 2015 году на заседании Совета Федерации сенатор Антон Беляков заявил, что не будет голосовать за представленные кандидатуры судей Верховного суда. По его мнению, система назначения судей является абсолютно непрозрачной, и этот факт негативно влияет на судебную реформу и справедливость отечественной судебной системы. Беляков отметил, что сенаторы и общество должны понимать, каким образом выстроена карьерная лестница судьи, как кандидат из судьи низового звена становится федеральным судьёй высшей инстанции. Сенатор привёл зарубежный опыт, когда при назначении судей применяется процедура жеребьёвки: судья высшей судебной инстанции избирается публично из числа потенциальных кандидатов с безупречной репутацией.
Инициатор законопроекта об обязательной регистрации большинства сделок с недвижимым имуществом у нотариуса (Законопроект № 193850-7). По мнению сенатора, действующее положение российского законодательства о простой письменной форме договоров с недвижимостью позволяет мошенникам наживаться на беззащитных гражданах. При обязательном участии нотариуса в оформлении сделки подобное незаконное отчуждение становится невозможно. Для заверения договора необходимо присутствие обеих сторон, которые должны выразить свою прямую волю. Нотариус, в свою очередь, проверяет, отдаёт ли продавец отчёт своим действиям и понимает ли их последствия.
В 2016 году на законодательном уровне предложил безвозмездно передавать санкционные товары на социально значимые нужды. В этом же году внёс законопроект, предполагающий перенос начала действия отдельных положений скандального «антитеррористического пакета депутата Яровой» до 1 июля 2023 года. Правительство законопроект не поддержало.
В 2016 году первым из российских парламентариев опубликовал видеоотчёт о проделанной работе в качестве члена Совета Федерации.
В 2017 году А.Беляков внёс законопроект, запрещающий пропаганду криминальной субкультуры. Как указывается в пояснительной записке, уже в течение нескольких лет в России существует неформальное молодёжное сообщество АУЕ (аббревиатура расшифровывается как «арестантский уклад един»), члены которого пропагандируют среди несовершеннолетних воровские и тюремные понятия, требуют соблюдения «воровского кодекса», собирают деньги на так называемый общак, устанавливают параллельную структуру власти по аналогии со взрослым преступным миром. Как отмечает Беляков, у групп АУЕ по степени опасности «много общих черт» с так называемыми группами смерти, которые толкают подростков к суициду. «В „группах смерти“ публикуют подробные пособия для самоубийц, в сообществах АУЕ — видеоинструкции, как „без шума обчистить“ соседскую квартиру», — сказано в проекте закона. Поэтому Роскомнадзор, по мнению сенатора, должен получить право в досудебном порядке подобный контент блокировать.
9 марта 2017 года выступил соавтором пакета законопроектов, ужесточающих наказание за склонение детей к суицидальному поведению и создание, так называемых, «групп смерти».
В июле 2017 года на заседании Совета Федерации Антон Беляков заявил о необходимости принятия ответных мер на снос советских памятников в Польше. Устранение памятников и памятных знаков советским воинам, освобождавшим Польшу от гитлеровской оккупации в 1944—1945 гг., осуществлялось на основании поправок в Закон о запрете пропаганды коммунизма или иного тоталитарного строя. Сенатор предложил ввести персональные санкции в отношении польских политиков, имеющих отношение к данному решению, в частности, запретить им въезд на территорию РФ.
В 2017 году запустил интернет-проект, целью которого стало объединить людей, отстаивающих право российских граждан на самооборону. По словам А. Белякова, задача-минимум — помочь людям, которые, обороняясь от преступников, сами оказались за решёткой, задача-максимум — добиться принятия поправок в Уголовный кодекс, расширяющих право на самооборону. Для проекта был специально создан Youtube-канал «Beliakov.Info».
Антон Беляков является автором законопроекта об отмене условно-досрочного освобождения для педофилов. В январе 2017 года инициатива стала предметом беспрецедентной по своему накалу дискуссии в нижней палате парламента. По итогам обсуждения данного законопроекта в Государственной Думе была создана рабочая группой по подготовке комплексного проекта федерального закона, направленного на усиление мер защиты детей от сексуального насилия, в том числе педофилии.
4 октября 2017 года Антоном Беляковым был внесён в Государственную Думу законопроект, который запрещает свободно рекламировать или упоминать в СМИ гомеопатические препараты (Законопроект № 277552-7). Как заявил сенатор, одной из основных причин популярности гомеопатических средств в нашей стране является их невероятно широкая реклама на телевидении и в печатных изданиях, которая вкупе, с так называемым, «сарафанным радио», приводит к распространению среди населения уверенности в чудодейственности гомеопатии. Хотя, в действительности, лечебное действие гомеопатии, в лучшем случае, сводится к эффекту плацебо.
В конце января 2018 года сенатор Антон Беляков внёс в Государственную Думу поправки в Семейный кодекс, которые определяют порядок урегулирования имущественных споров, возникших после разрыва отношений в гражданском браке. По словам парламентария, законопроект не ставит знак равенства между официально зарегистрированным браком и сожительством. Его главная цель — защитить жилищные права и имущественные интересы ребёнка, родившегося в фактическом браке. В настоящее время такой ребёнок имеет право только на получение алиментов.
В 2018 А.Беляков году внёс в Государственную Думу поправки, исключающие административную ответственность за использование нацистской символики в произведениях науки, литературы, искусства, а также в информационных и учебных целях. Поводом для разработки законодательной инициативы стала складывающая неоднозначная судебная практика. В частности, районный суд Архангельска вынес решение, на основании которого фотография знамён разгромленных фашистских военных частей, брошенных советскими солдатами в день Парада Победы 1945 года на мостовую Красной площади, была признана «пропагандой нацизма».
В 2018 году в рамках своей пресс-конференции в г. Владимире сравнил медицину в 33-м регионе со стихийным бедствием. Антон Беляков тогда отметил, что серьёзно осложнилась ситуация с родовспоможением и младенческой смертностью, обеспечением лекарствами, онкологическими заболеваниями, неотложной медицинской помощью, а общие показатели смертности позволяют отнести Владимирскую область к пятёрке наиболее «тяжёлых регионов» в России.
Неоднократно уличал фармацевтическую компанию «Эвалар» в недобросовестной рекламе.
По запросу А. Белякова Федеральная антимонопольная служба начала проверку размеров комиссий платёжных терминалов на вокзалах и в аэропортах.
Как отмечают политологи, в течение всего времени работы в Совете Федерации Антон Беляков «не боялся высказывать своё мнение по самым спорным вопросам и часто вступал в дискуссии с руководством палаты».
Неоднократно становился одним из самых популярных сенаторов по версии «Медиалогии».

## Собственность и доходы
Согласно опубликованной на сайте Госдумы декларации о доходах, доход Белякова за 2011 год составил 1,96 млн рублей, в его собственности находятся жилой дом, квартира, 9 легковых автомобилей и один мотоцикл.

## Благотворительность
Антон Беляков не очень любит говорить о своей благотворительности и афишировать её. Политик занимается благотворительностью более десяти лет и ежемесячно тратит половину своей зарплаты на помощь малоимущим семьям, больным в безвыходной ситуации, инвалидам, детским домам, ветеранам, детям-сиротам. В сумме за эти годы Беляков пожертвовал более 10 миллионов рублей. Также в одном из интервью на радио он вскользь говорил о том, что на каждый Новый Год и свой день рождения он раздаёт все ценные подарки полученные им от его друзей на эти праздники детям и нуждающимся семьям в своих социальных сетях.

## Законодательные инициативы и парламентская деятельность
Согласно данным системы обеспечения законодательной деятельности ГАС «Законотворчество» с 2007 года по настоящее время Антоном Беляковым было внесено более 200 законопроектов.
Сенатор проголосовал против закона о повышении налога на добавленную стоимость с 18 до 20 %, который вступил в силу с 1 января 2019 года. Позицию Антона Белякова поддержал только один сенатор — представитель Республики Саха (Якутия) Вячеслав Штыров.
Был одним из 5 сенаторов, проголосовавших против повышения пенсионного возраста. Антон Беляков заявил, что пенсионная реформа в её нынешнем виде — это ошибочное и непродуманное решение: 
«Увеличение возраста выхода на пенсию не позволит достичь заявленных Кабмином целей. Пенсионеры по факту не приобретут дополнительные средства, а только потеряют те, на которые они могли рассчитывать. Взгляните трезво на сегодняшнюю действительность. Большинство граждан предпенсионного возраста мечтают (!) о выходе на пенсию, ведь она даёт, пусть небольшой, но постоянный доход и становится серьёзным подспорьем для семейного бюджета. К тому же, многие женщины рассчитывают выйти на пенсию и растить внуков, предоставив своим детям возможность быстрее вернуться к работе (ведь на декретные выплаты в нашей стране тоже прожить нельзя). Теперь же государство просто обязывает своих граждан, в прямом смысле, работать до смерти и одновременно обрекает на бедность. По подсчётам экспертов, пенсионная реформа неминуемо повлечёт за собой рост безработицы примерно на 8 млн человек. Это притом, что уже сейчас, по информации главы Счётной палаты, 13,2 миллиона наших граждан живёт за чертой бедности».
В 2014 году внёс в Государственную Думу законодательную инициативу, которая изменяла подход к квалификации преступлений в сфере незаконного оборота наркотических средств. Законопроект фактически упрощал выдачу обезболивающих препаратов онкобольным. «По моему мнению, к врачу, нарушившему порядок выдачи рецептов на необходимые онкобольному лекарства наркотического ряда, могут быть применены только санкции имущественного характера в виде штрафа, как если бы он совершил врачебную ошибку. Если же сотрудники правоохранительных органов докажут, что медицинский работник незаконно выдаёт соответствующие рецепты исключительно из корыстных побуждений, то есть фактически торгует наркотиками либо становится пособником наркобизнеса, то такие действия согласно моему законопроекту будут влечь совсем иную форму ответственности, включая реальное лишение свободы на значительный срок», — отметил А.Беляков.
В 2016 году, совместно с депутатом Мурзабаевой С. Ш., внёс в Государственную Думу законопроект «О профилактике семейно-бытового насилия».
В 2017 году Антон Беляков предложил провести общероссийский мониторинг функционирования мемориалов «Вечный огонь», в котором могли принять участи не только региональные власти, но и обычные граждане. По словам члена Совфеда, братские могилы в отдалённых уголках России находятся в запустении, а мемориалы «Вечный огонь» иногда вообще не функционируют.
«Наша страна ценой невиданных человеческих жертв победила фашизм. Невозможность обеспечить постоянную работу Вечных огней на могилах павших — это своего рода проявление неуважения к защитникам Родины. Вечный огонь напоминает нам, что отцы и деды отдали за нас свою жизнь. Мы обязаны сохранить эту память для будущих поколений», — заявил Беляков.
Беляков направил запросы главам регионов, на территории которых установлено наибольшее количество мемориалов, с просьбой предоставить детальную информацию об их работе. Также сенатор объявил «народный призыв» в социальных сетях, предложив пользователям самостоятельно проверить работу «Вечных огней» в их населённых пунктах.

## Скандалы

### Скандал с футболистом сборной РоссииА. Аршавиным
После провального футбольного матча с командой Греции в рамках Чемпионата Европы по футболу 2012 группа фанатов подошла к капитану российской сборной Андрею Аршавину и завела разговор. На вопрос депутата Антона Белякова, что стало причиной слабой игры отечественной сборной, Аршавин заявил: «То, что мы не оправдали ваши ожидания — это не наши проблемы. Это ваши проблемы». Диалог заснятый Антоном Беляковым на телефон моментально разошёлся в сети, вызвав громкий скандал, замеченный в том числе и за рубежом.

### Роман сМарией Шараповой
В апреле 2017 года Антон Беляков потребовал от известной теннисистки Марии Шараповой публично опровергнуть информацию о якобы имевшем местом её скандальном романе с сенатором, которую в последнее десятилетие распространяются СМИ.
В 2018 году Мария Шарапова опровергла эти сведения, заявив, что никогда не становилась жертвой насилия.

### КоттеджП. Порошенко
В 2016 году во время кампании по выборам депутатов Государственной Думы на Youtube был размещён ролик «Тёмная сторона Антона Белякова. Часть 1. Незадекларированный дворец». В ролике был продемонстрирован снятый с воздуха особняк, расположенный якобы по адресу Суздальский район, посёлок Боголюбово, улица Лазурная, д. 2. Также в ролике была показана копия свидетельства о праве собственности на особняк на имя некой Кристины Климовой, якобы любовницы сенатора. Свидетельство № 545401 было выдано 28 марта 2012 года, то есть недвижимость была приобретена сразу после выборов в Госдуму шестого созыва. Кадастровый номер участка — 54:35:051905:40:01:22, адрес проживания Кристины Климовой — г. Владимир, улица Ленина, д.3, кв. 22. В итоге журналисты выяснили, что особняк, который показан на видео, — это резиденция президента Украины Петра Порошенко. Она находится в селе Козин Обуховского района Киевской области.

### Битва при Ладоге
4 декабря 2011 года, в день выборов депутатов Государственной Думы, Антон Беляков вскрыл массовые фальсификации на временных избирательных участках на владимирской турбазе «Ладога». Указанное событие с лёгкой руки местных журналистов получило название «Битва при Ладоге». На этом история с фальсификацией итогов выборов не закончилась. Ещё через месяц все избирательные документы с «Ладоги» (бюллетени, заявления на выдачу открепительных удостоверений, реестр их выдачи) сгорели ночью в подвале Октябрьской районной администрации. Официальная версия произошедшего — возгорание в ходе ремонта электропроводки.